# Grüntodi
Der Grüntodi oder Jamaikatodi (Todus todus) ist eine Vogelart aus der Ordnung der Rackenvögel (Coraciiformes) und der Familie der Todis. Er wird gelegentlich der umstrittenen Ordnung der Eisvogelartigen (Alcediniformes) zugeteilt.

## Merkmale
Der Grüntodi gleicht in der Gestalt den anderen Todis. Der verhältnismäßig große Kopf ruht auf einem kompakt gebauten Körper. Der Schwanz ist kurz und spatelförmig, die Flügel sind breit. Der Schnabel des Grüntodis ist mittellang, dünn und abgeflacht. An der Spitze ist er leicht nach unten gebogen. Seine Füße tragen vier dünne Zehen. Er besitzt eine auffällige karminrote Kehle. Die Oberseite des Kopfes, Nacken, Flügel, Rücken und Schwanz sind schillernd grün, wobei die unteren Gesichtspartien heller sind. Die Bauchseite ist blass grüngelb gefärbt, die Schwanzunterseite ist weiß. Oberhalb der roten Kehle befindet sich ein kurzer heller Strich. Männchen besitzen am Hals und auf dem Rücken einige blaue Stellen, während Weibchen am Hals einen hellen Halbring tragen. Der Schnabel des Vogels ist zweifarbig: Die Oberhälfte ist graubraun und die Unterhälfte rotorange. Am Schnabelansatz stehen kurze Borsten. Seine Beine haben eine graubraune Färbung. Die großen Augen sind von einem unbefiederten, dunkelroten Ring umgeben. Die Iris ist kräftig hellblau.
Der Grüntodi wird 11 Zentimeter lang und erreicht ein Gewicht von etwa 6 Gramm. Meistens sieht man ihn in sitzender Haltung auf einem Zweig, dabei legt er den Kopf in den Nacken und stellt ihn schräg nach oben.

## Lebensweise
Der Grüntodi lebt paarweise. Er zeigt vor Menschen wenig oder gar keine Scheu und stößt lange, klagende Rufe aus. Er ernährt sich überwiegend von Insekten – hauptsächlich von Käfern und Hautflüglern – nimmt aber auch Sämereien zu sich. Der Vogel sitzt auf Ästen und wartet auf vorbeifliegende Insekten, um sich aus der Luft auf diese zu stürzen. Dann kehrt er wieder zu seiner Warte zurück. Er zerkleinert seine Beute, indem er diese gegen einen Ast schlägt.
Der Todi legt seine Nisthöhle in einer Böschung an. Der Gang zur Brutkammer ist ca. 20 bis 30 Zentimeter lang und besitzt eine oder mehr Windungen, um das Eindringen von Feinden zu verhindern. Die Brutkammer wird mit Moos und anderen Pflanzenteilen ausgepolstert. Das Weibchen legt 4 bis 5 weiße Eier ab, beide Geschlechter bebrüten das Gelege abwechselnd. Die Jungen bleiben in der Höhle, bis sie flugfähig sind. In der Brutzeit verteidigt das Männchen das Brutrevier hartnäckig gegenüber Artgenossen.

## Lebensraum und Verbreitung
Der Vogel lebt in subtropischen Bergwäldern in einer Höhe von etwa 1000 Metern. Er kommt ausschließlich auf Jamaika, einer Insel der Großen Antillen in der Karibik vor.